# Dünndarmatresie
Die Dünndarmatresie bezeichnet eine zu den Darmatresien gehörende Entwicklungsstörung des Dünndarmes, bei der das Lumen des Jejunums oder Ileums nicht durchgängig ist. Dies ist entweder durch eine Membran oder ein Fehlen eines Darmanteiles bedingt.

## Häufigkeit
In Spanien und Lateinamerika wird eine Häufigkeit von 1,3:10.000 berichtet.

## Formen
Jejunum und Ileum sind gleichhäufig betroffen, das Jejunum proximale in 31 %, distal in 20 %, das Ileum proximal in 13 % und distal in 36 %. Meist liegt nur eine Atresie vor, bei 6–20 % bestehen jedoch mehrere Atresien (Atresia-multiplex-congenita-Syndrom).

## Einteilung
Die gängige Klassifikation findet sich unter Darmatresie#Klassifikation.

## Symptome
Die Nahrung kann im Säuglingsdarm nicht weiter transportiert werden, daher erbrechen die Kinder meist gallig. Direkt nach der Entbindung wirken die Kinder oft gesund. Im weiteren Verlauf tritt dann das Erbrechen auf.

## Diagnostik
Bereits vorgeburtlich kann durch eine Ultraschalluntersuchung der Verdacht auf eine Dünndarmatresie gestellt werden, wenn erweiterte Darmschlingen konstant darstellbar sind. Ein Hydramnion kann ebenfalls vorliegen.
Nach der Geburt wird bei Verdacht auf eine Dünndarmatresie eine Röntgenaufnahme des Abdomens angefertigt. Eine Kontrastmittelaufnahme ist manchmal zur weiteren Klärung notwendig.

## Therapie
Bei dem Verdacht auf eine Dünndarmatresie wird das Kind nüchtern gelassen und eine Magensonde gelegt. Nach Bestätigung der Diagnose und Stabilisierung des Kindes wird die Operation durchgeführt.
Die Darmenden werden, wenn möglich, aneinandergenäht. Bei zu großem Unterschied in der Weite des oberen und unteren Darmanteiles kann die Verschmälerung des oberen Anteils oder die Anlage eines Anus praeters notwendig werden.
Die Operation wird in der Regel offen, d. h. mit einem Bauchschnitt, durchgeführt. Insbesondere bei einer Jejunalatresie ist die minimalinvasive Therapie in der Regel nicht möglich.
Nach der Operation wird das Kind intensivmedizinisch überwacht. Die Nahrungszufuhr erfolgt am besten mit Muttermilch, die Menge wird langsam gesteigert. Bei extremen Erweiterungen im oberen Darmanteil kann es mehrere Wochen dauern, bis das Kind die Nahrung vollständig über den Magen-Darm-Trakt aufnehmen kann.

## Prognose
Liegen mehrere oder langstreckige Atresien vor, kann es zu einem Kurzdarmsyndrom kommen.